# Стрекнєв Дмитро Володимирович
Дмитро́ Володи́мирович Стре́кнєв (1997—2019) — солдат Збройних сил України, учасник російсько-української війни.

## Життєпис
Народився 1997 року в селі Нижня Дуванка (Сватівський район, Луганська область). Ріс з двома братами й двома сестрами. 2015 року закінчив Нижньодуванську загальноосвітню школу; по тому — Рубіжанський професійний ліцей за фахом електрозварника.
28 січня 2017 року вступив на військову службу за контрактом. Солдат, гранатометник 3-го механізованого відділення 3-го механізованого взводу 3-ї механізованої роти, 1-й механізований батальйон 54-ї бригади. На війні травмував ногу; пів року лікувався у госпіталях у Києві й Харкові, був на реабілітації вдома. Повернувся на передову.
6 квітня 2019-го перед опівніччю загинув у бою від кульового поранення поблизу хутора Вільний (входить до складу міста Золоте (Попаснянський район)). Тоді з 23:30 до опівночі терористи вели обстріл з мінометів калібром 82 мм, АГС та ВКК. Українські вояки вогнем у відповідь примусили ворога припинити обстріл, але двоє солдатів зазнали смертельних кульових поранень — Дмитро Стрекнєв та Іван Лисиця.
9 квітня 2019 року похований у Нижній Дуванці.
Без Дмитра лишилися мама Наталія Віталіївна, вітчим, два брати й сестра.

## Нагороди та вшанування
- Указом Президента України № 93/2020 від 18 березня 2020 року за «особисту мужність, виявлену у захисті державного суверенітету та територіальної цілісності України, самовіддане служіння Українському народу» нагороджений орденом «За мужність» III ступеня (посмертно)[2]